# Testskjutning
Testskjutning innebär skjutning av skjutvapen i testsyfte. Testskjutning kan gå till på olika sätt beroende på om det är vapnet, ammunitionen eller något annat som skall testas, och om det är fråga om kvalitetskontroll genom stickprov och statistisk bearbetning eller utvärdering av en nykonstruktion som är syftet. Vid skjutning mot till exempel ballistisk gel är syftet normalt att utvärdera slutballistiken, hur en projektil skulle bete sig om den skjuts mot en människo- eller djurkropp.